# Jessie James (album)
Jessie James è il primo eponimo album in studio della cantante country pop statunitense Jessie James, pubblicato nel 2009.

## Tracce
1. Wanted – 3:06
2. Bullet – 3:17
3. I Look So Good (Without You) – 3:53
4. Burnin’ Bridges – 3:27
5. Blue Jean – 3:55
6. My Cowboy – 3:12
7. Big Mouth – 3:22
8. Burn It Up – 3:54
9. Psycho Girlfriend – 3:24
10. Inevitable – 3:40
11. Girl Next Door – 3:22
12. Guilty – 4:16

## Classifiche
| Classifica (2009) | Posizione raggiunta |
| ----------------- | ------------------- |
| Stati Uniti       | 23                  |